# Kalitinovo, Stara Zagora
Kalitinovo (în bulgară Калитиново) este un sat în comuna Stara Zagora, regiunea Stara Zagora,  Bulgaria. 

## Demografie
Componența etnică a satului Kalitinovo
     Bulgari (38,27%)
     Romi (44,71%)
     Nicio identificare (17%)
     Altele (0%)
La recensământul din 2011, populația satului Kalitinovo era de 729 locuitori. Nu există o etnie majoritară, locuitorii fiind romi (44,71%) și bulgari (38,27%). Pentru 17% din locuitori nu este cunoscută apartenența etnică.